# Celtis jessoensis
Celtis jessoensis es una especie perteneciente a la familia Cannabaceae. Es nativa de Japón y Corea. 

## Descripción
Es un árbol caduco que alcanza los 20-25 metros de altura. Las hojas de 5–9 cm de longitud y 3–4 cm de ancho, con los márgenes fuertemente serrados, glaucas y con las nervaduras marcadas en la parte inferior.

## Taxonomía
Celtis jessoensis fue descrita por Gen-Iti Koidzumi y publicado en Botanical Magazine 27: 183. 1913.
Etimología
Celtis: nombre genérico que deriva de céltis f. – lat. celt(h)is  = en Plinio el Viejo, es el nombre que recibía en África el "lotus", que para algunos glosadores es el azufaifo (Ziziphus jujuba Mill., ramnáceas) y para otros el almez (Celtis australis L.)
jessoensis: epíteto
Sinonimia
- Celtis aphanonthoides Koidz.
- Celtis bungeana var. jessoensis (Koidz.) Kudô
- Celtis hashimotoi Koidz.
- Celtis jessoensis var. angustibolia Nakai
- Celtis jessoensis f. angustibolia (Nakai) W.Lee[3][4]